# 2,N,N-Trimetiltriptamina
2,N,N-Trimetiltriptamina, 2,N,N-TMT, ou 2-Me-DMT é um derivado triptamina que é uma droga alucinogênica. Foi inventada por Alexander Shulgin e descrita em seu livro TiHKAL (#34).